# Lophoterges hoenei
Lophoterges hoenei är en fjärilsart som beskrevs av Max Wilhelm Karl Draudt 1950. Lophoterges hoenei ingår i släktet Lophoterges och familjen nattflyn. Inga underarter finns listade i Catalogue of Life.